# Kirton (Nottinghamshire)
Pour les articles homonymes, voir Kirton.
Kirton est un village du Nottinghamshire, en Angleterre.